# Grünsandsteinmuseum

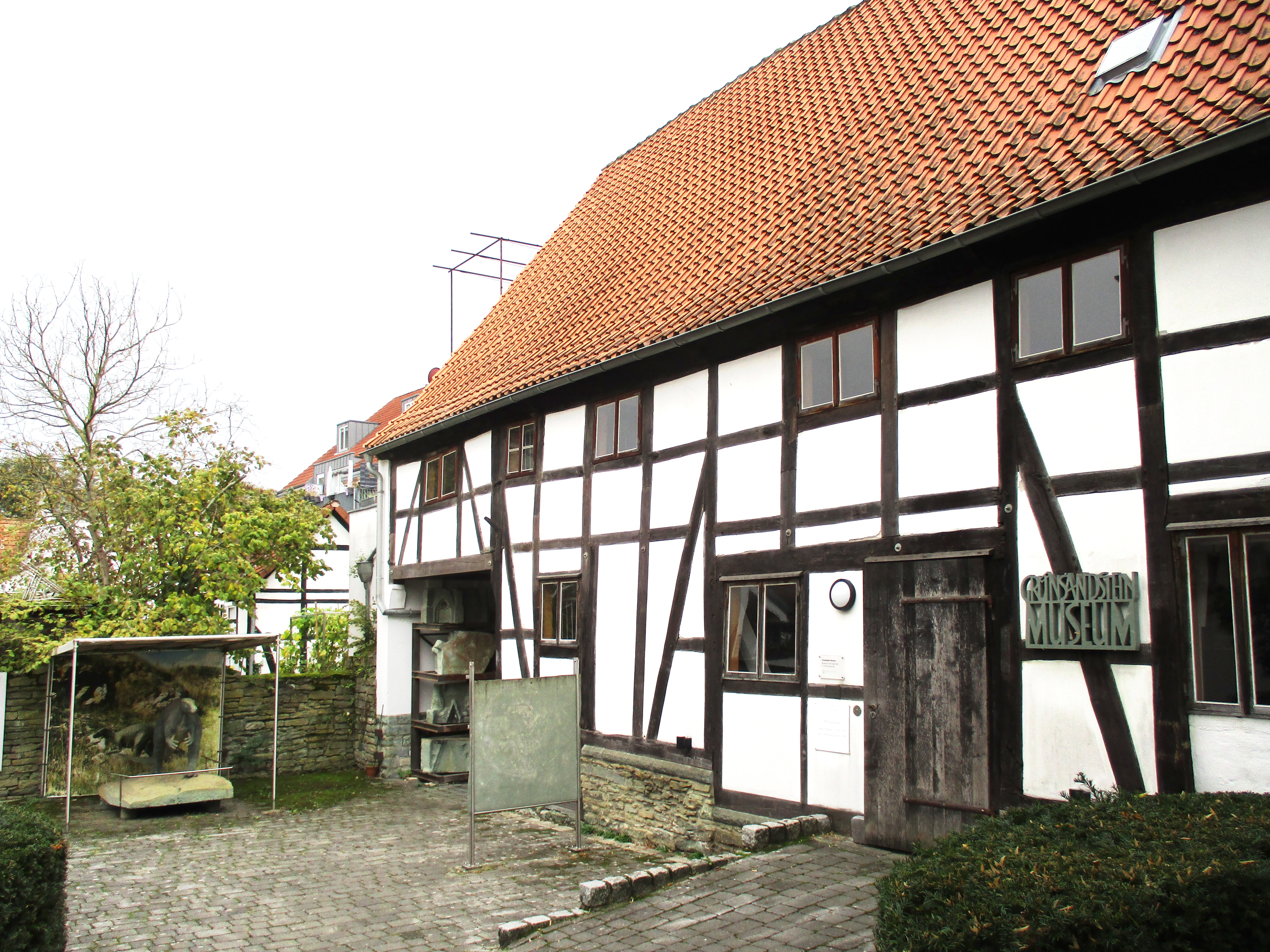
Grünsandsteinmuseum an der Walburgerstraße 56

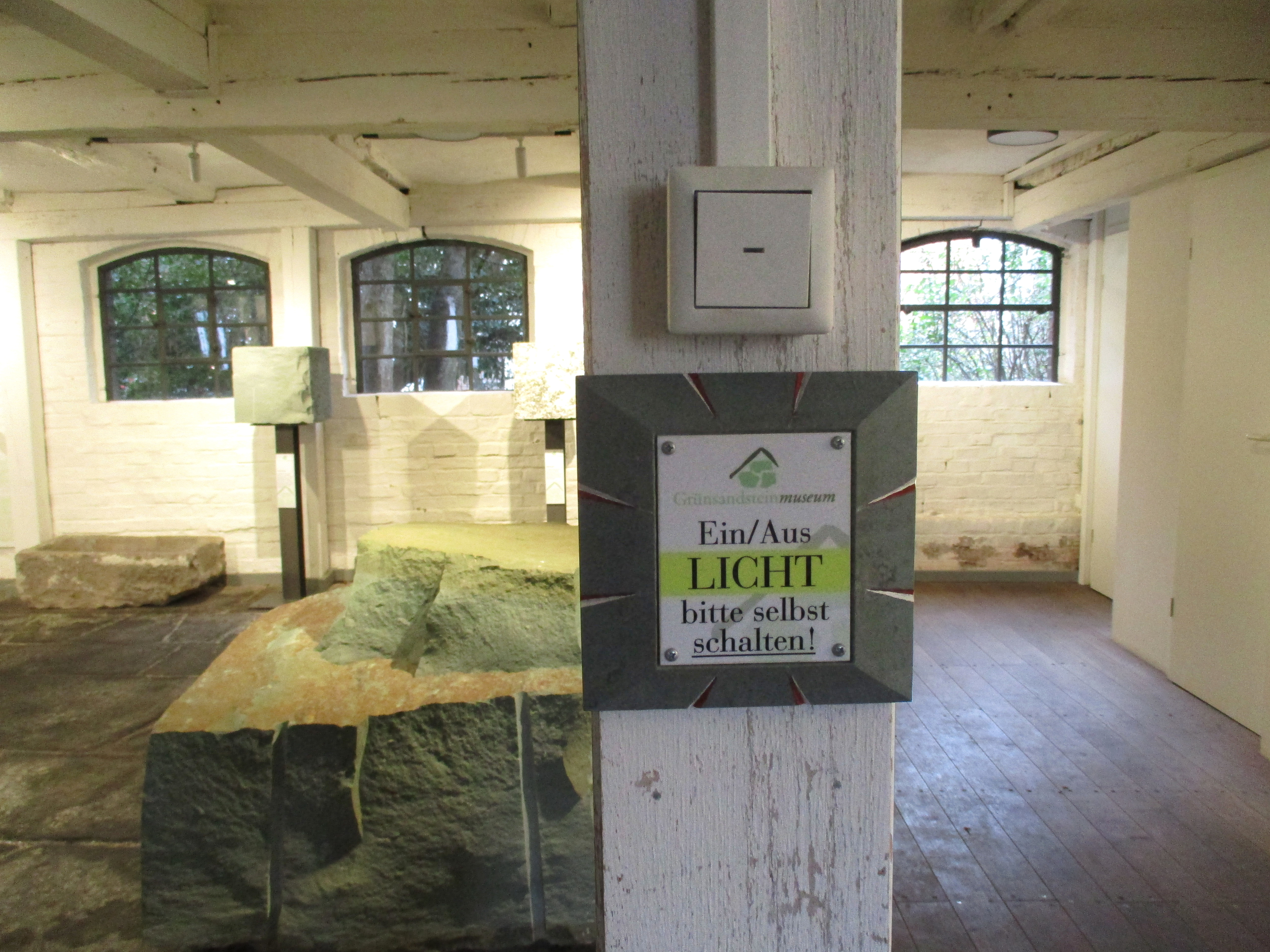
Licht? Bitte selbst anschalten!

Das Grünsandsteinmuseum in Soest befasst sich mit der Entstehung des Grünsandsteins, seiner Verwendung als Baumaterial für die leuchtend grünen Kirchen, Mauern und historischen Gebäude in der Stadt und der Geschichte der Dombauhütte. Es befindet sich in einer denkmalgeschützten Scheune auf dem Gelände der Westfälischen Dombauhütte an St. Maria zur Wiese an der Walburgerstraße 56, unweit der gotischen Wiesenkirche.

## Geschichte
Die Scheune, in der sich das Grünsandsteinmuseum befindet, gehört zu einem ehemaligen Hofgut im Stadtkern von Soest, dem Plangehof. Bis in die 1970er Jahre wurde dort Getreide verkauft. Seit 1987 steht das Bauwerk mit der Denkmalnummer 567 unter Denkmalschutz. 
1992 zog auf dem Hof die wiederbegründete Dombauhütte des 19. Jahrhunderts ein. Unter der Leitung des Dombaumeisters Jürgen Prigl entstand dort ein modernes „Zentrum für Theorie, Praxis, Forschung und Entwicklung neuer Denkmaltechniken“ und etablierte sich zu einer international anerkannten Einrichtung. Um die historische Scheune vor dem Verfall zu retten, beschloss man dort ein Museum einzurichten. Ab Juni 2005 wurde das Gebäude mit Unterstützung der NRW-Stiftung für Denkmalschutz saniert. Im Herbst 2006 wurde das Grünsandsteinmuseum eröffnet.

## Ausstellung
Der Weg zum Grünsandsteinmuseum führt durch eine Toreinfahrt in der Regale mit beschädigten Werkteilen der Kirche St. Maria zur Wiese (Wiesenkirche) stehen, die aktuell von der Westfälischen Bauhütte restauriert wird. Darunter eine Riesenfiale, Maßwerkmodule und Wimpergelementen. Im Laufe der Jahre haben sie durch Umwelteinflüsse gelitten und wurden ersetzt. Doch sieht man an diesen Arbeiten die Kunstfertigkeit der damaligen Steinmetze. 
Im Hof befindet sich ein kleiner Iguanodon. Dieser Dinosaurier lebte zu der Zeit, als der Grünsandstein entstanden ist. Dies war vor 100 Millionen Jahren während der jüngeren Kreidezeit, als das urzeitliche Meer noch bis zum Haarstrang reichte. Sein Skelett wurde in einem Steinbruch in der Nähe von Brilon im Hochsauerland gefunden. Das resedagrüne Sedimentgestein ist eine regionale Besonderheit und ein  prägendes Baumaterial für Kirchen, Steinmauern und Hausfassaden in der Soester Innenstadt.
Die Ausstellung umfasst drei Bereiche. Im Erdgeschoss geht es um Geologie und Fundorte des Grünsandsteins. Der oft als Anröchter Dolomit bezeichnete Grünsandstein ist kein Dolomitgestein oder Sandstein, sondern ein glaukonithaltiger Kalkstein mit einem hohen Quarzanteil. Glaukonit ist für seine typische grüne oder bläuliche Farbe verantwortlich. Sein Vorkommen ist lokal begrenzt. In den heutigen Abbaugebieten in Anröchte kommt die bläuliche Variante häufiger vor. Als maritimes Sedimentgestein enthält er zahlreiche Fossilien. In einen Schaukasten zeigt das Museum einige davon. Darunter Seeigel, Muscheln, Ammoniten und ein Haifischgebiss. Neben der Verwendung als Baustoff, wird der Grünsandstein auch für technische Anwendungen, z. B. in der Lasertechnik, genutzt.
Das Obergeschoss widmet sich den Soester Kirchen und dem Steinmetzhandwerk. Als ehemaliges Lagergeschoss ist es  1,65 m Deckenhöhe sehr niedrig. Dort sind die Architekturfragmente alter und ehemaliger Kirchengebäude ansehen zu sehen, inklusive der in das Gebäude integrierten Riesenfiale aus der Toreinfahrt. Kirchen und Kapellen waren im mittelalterlichen Soest so zahlreich, dass man 1350 den Bau von weiteren verbot. Von den damals über 20 nachgewiesenen Kapellen gibt es heute nur noch die Brunsteinkapelle und die St.-Nikolai-Kapelle. Ein besonderes Augenmerk liegt auf dem Steinmetzhandwerk, Werkzeug und Bearbeitungstechniken. 
Schwerpunkt im Dachgeschoss ist die Geschichte der Westfälischen Dombauhütte und die Architektur der Kirche St. Maria zur Wiese. Fotografisch werden alle Kirchen und Kapellen aus Grünsandstein von Soest und der Börde gezeigt. Zwischen den Dachbalken ist ein alter hölzerne Lastenkran mit Seilwinde aufgebaut. Mit solchen Gerätschaften beförderte man im Mittelalter die kunstvoll bearbeiteten Gebäudeteile per Muskelkraft an ihren Platz, wo geschickte Maurer sie einsetzten und mit speziell dafür hergestellten Mörtel befestigten. Auch die Riesenfiale, deren Spitze hier hervorlukt, wurde so transportiert. Wie der Kirchenbau damals ausgesehen haben könnte, vermittelt ein Modell der mittelalterliche Baustelle der Wiesenkirche. Des Weiteren wird anhand von Schautafeln die Geschichte der Bauhütte, die Architektur und Bauhistorie der Kirche St. Maria zur Wiese und ihre Restauration gezeigt.

## Galerie

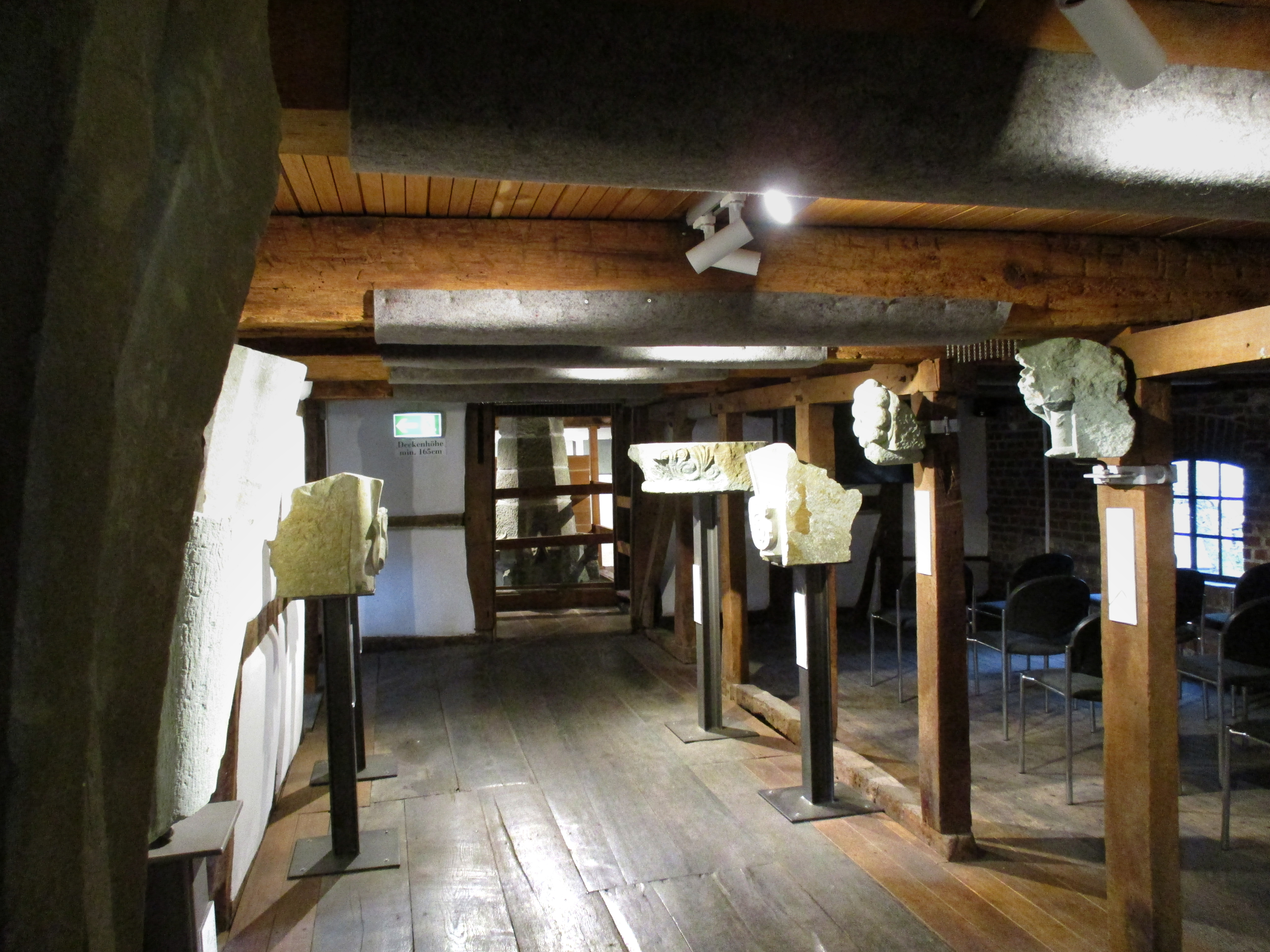
Die alte Scheune mit einer Deckenhöhe von 1,65 m
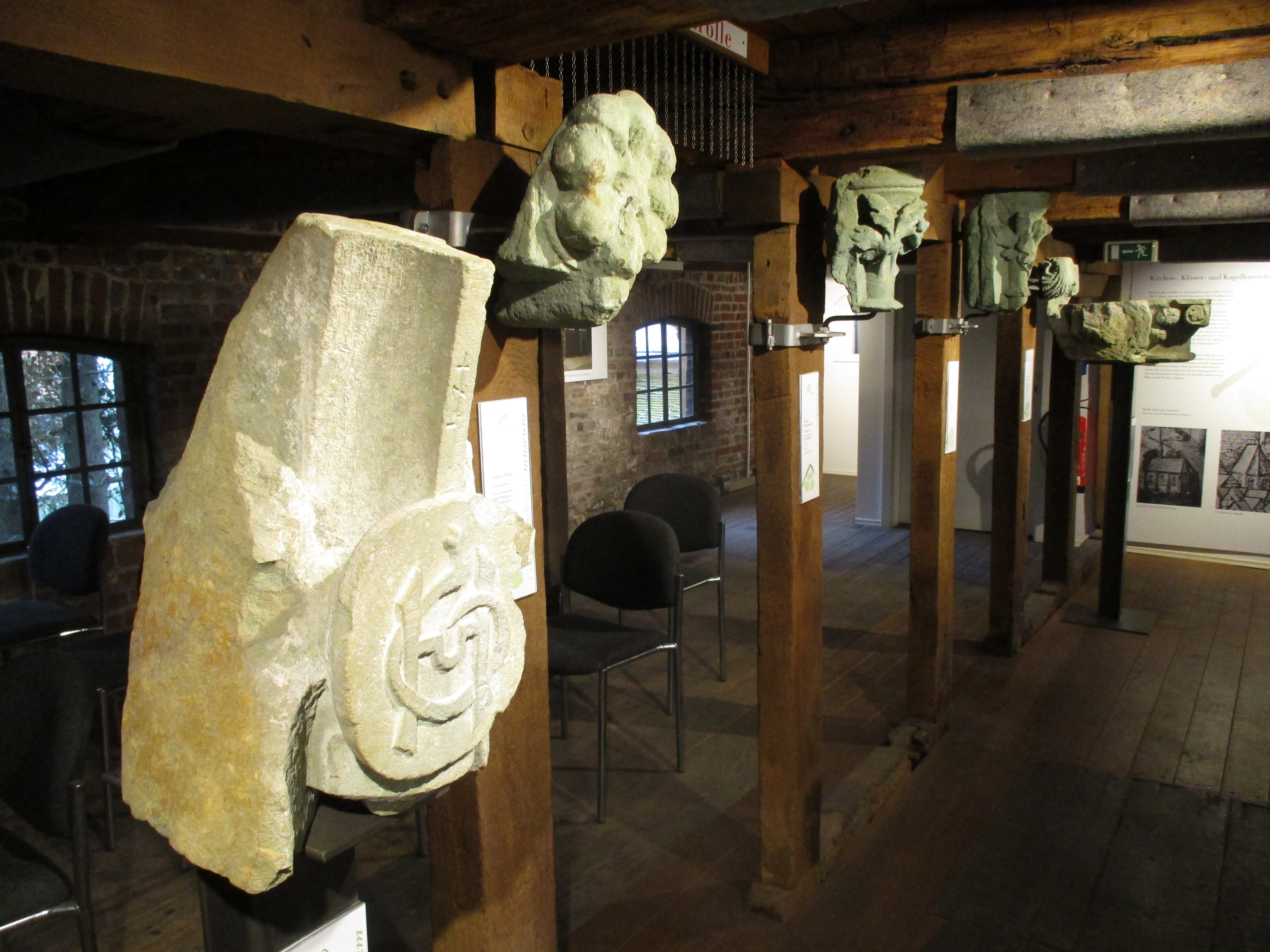
Architekturfragmente alter und ehemaliger Kirchen
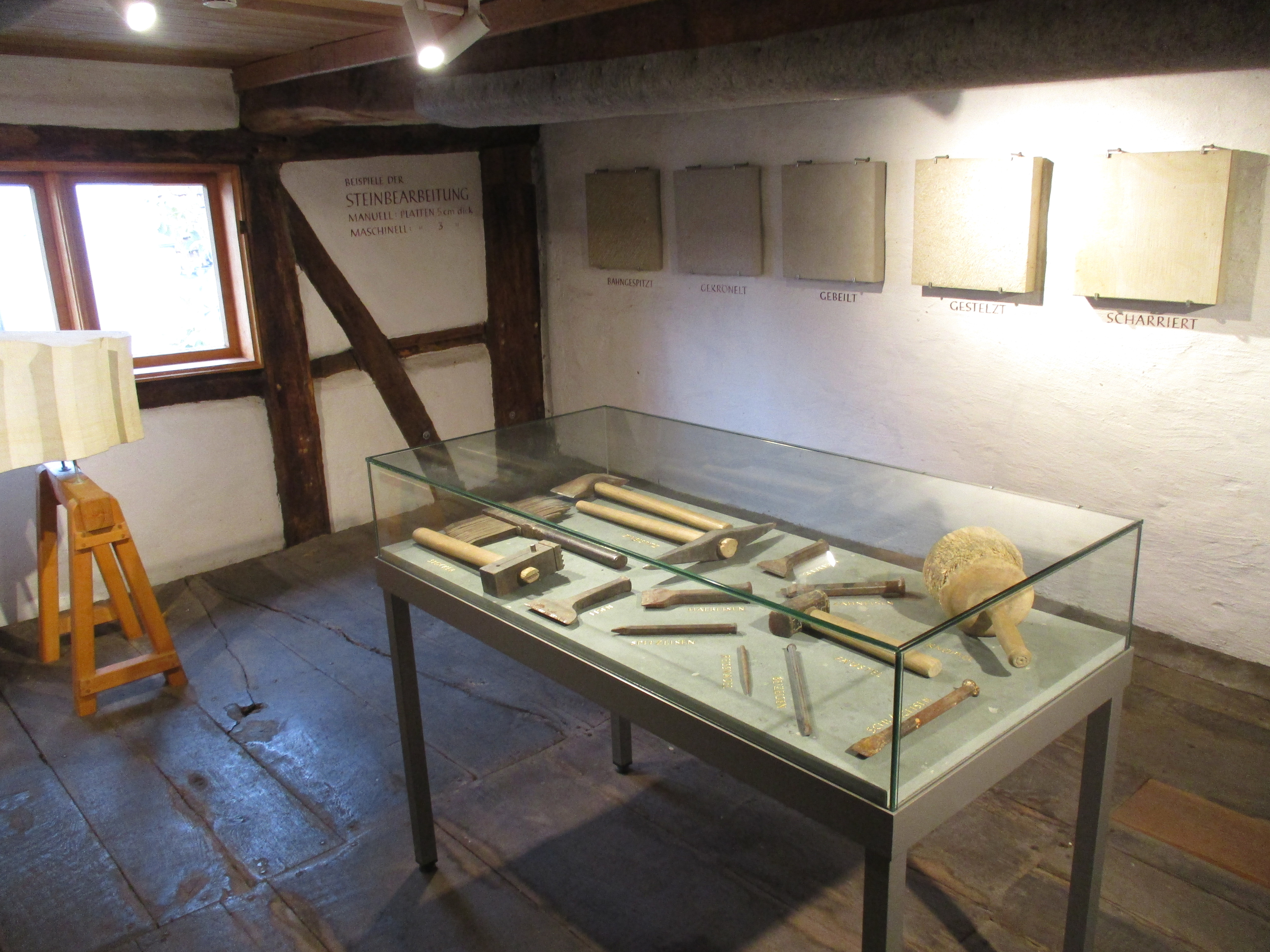
Beispiele der Steinbearbeitung und Werkzeug
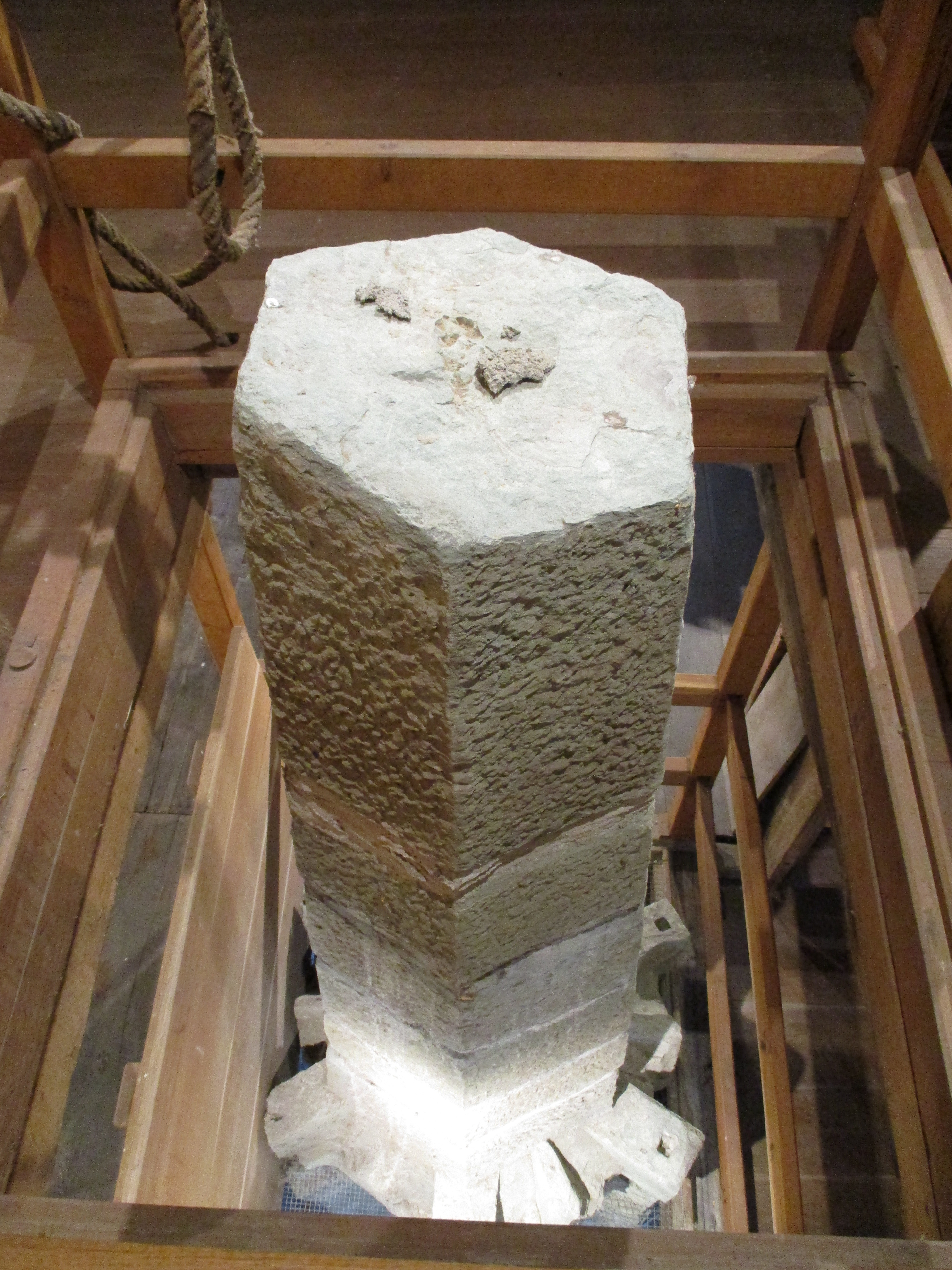
Spitze der Riesenfiale aus der Wiesenkirche
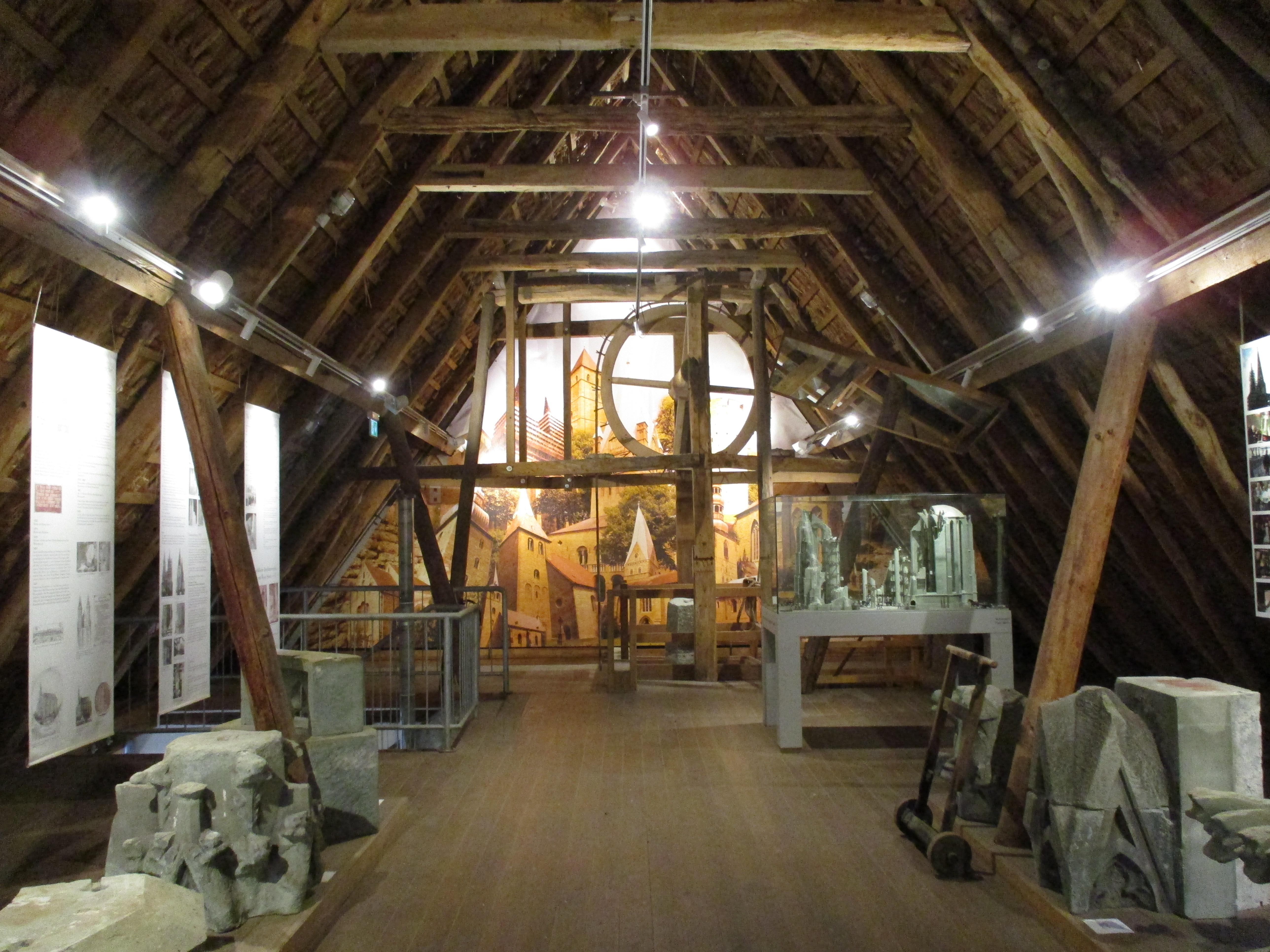
Kirchenbau und die Geschichte der Bauhütte auf dem Dachboden
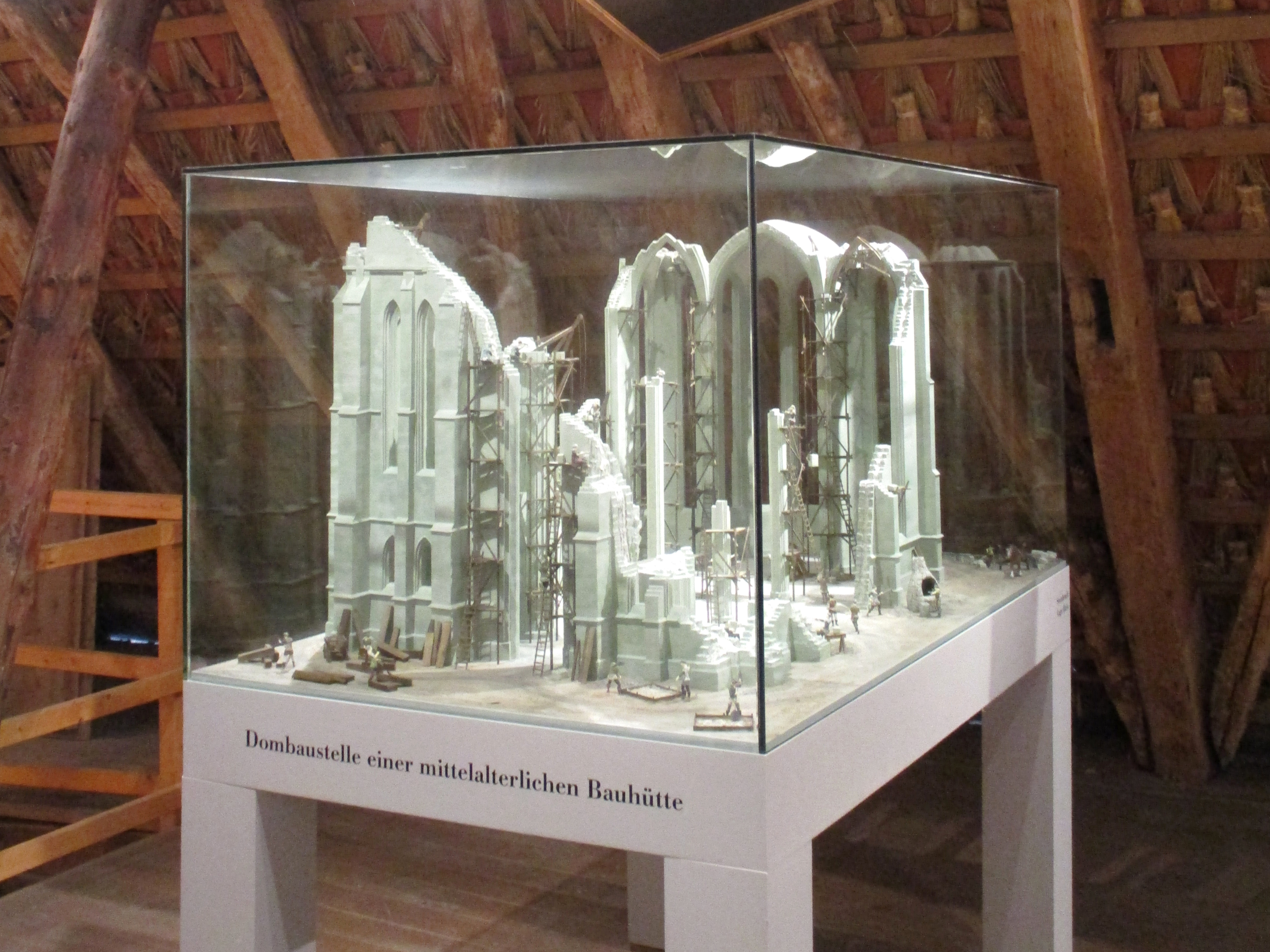
Modell einer mittelalterlichen Dombaustelle